# Estevam Sangirardi
Estevam Victor Leão Bourroul Sangirardi (São Paulo, 3 de janeiro de 1923 — São Paulo, 27 de setembro de 1994) foi um radialista, comentarista esportivo e escritor brasileiro.
Com cinquenta anos de rádio, trabalhou nas rádios Jovem Pan, Record, Bandeirantes e Tupi, e nas TVs Gazeta, Record e Tupi; nos jornais Gazeta Esportiva e a Gazeta Esportiva Ilustrada. Foi colunista do Diário da Noite de 1975 a 1977.
No seu programa da rádio Jovem Pan, Show de Rádio deixou personagens inesquecíveis como Didu Morumbi, Zé das Docas e muitos outros. Sendo chamado do Rei do Rádio Esportivo-Humorístico.
Entre os humoristas revelados no programa Show de Rádio, estão: João Kleber, Beto Hora, Serginho Leite, Carlos Roberto Escova, Ciro "Biro" Jatene, Nelson "Tatá" Alexandre e Cassiano Ricardo.
Foi diretor de relações públicas da gravadora Odeon Discos nos anos 60.
Faleceu no Hospital Alemão Oswaldo Cruz, Zona Sul de São Paulo, onde estava internado. Deixou a viúva Olga Sangirardi, e o enteado Carlos Alberto Pastore, importante médico cardiologista.